# Maigret und die alten Leute
Maigret und die alten Leute (französisch: Maigret et les vieillards) ist ein Kriminalroman des belgischen Schriftstellers Georges Simenon. Er ist der 56. Roman einer Reihe von insgesamt 75 Romanen und 28 Erzählungen um den Kriminalkommissar Maigret. Der Roman entstand vom 15. bis 21. Juni 1960 in Echandens und wurde vom 11. Oktober bis 4. November des Jahres in 22 Teilen von der französischen Tageszeitung Le Figaro vorabveröffentlicht. Die Buchausgabe folgte im November 1960 beim Pariser Verlag Presses de la Cité. Die erste deutsche Übersetzung von Hansjürgen Wille und Barbara Klau publizierte 1961 Kiepenheuer & Witsch. Im Jahr 1984 veröffentlichte der Diogenes Verlag eine Neuübersetzung von Annerose Melter.
Als der pensionierte Botschafter Graf Armand de Saint-Hilaire erschossen aufgefunden wird, fürchtet die Staatsführung politische Verwicklungen und verlangt von Kommissar Maigret absolute Diskretion. Diesen führt die Untersuchung in das Milieu des Adels, das ihn einschüchtert und ferne Kindheitserinnerungen wachruft. Nicht nur der Tote war bereits 77 Jahre alt, auch die anderen in den Fall Beteiligten weisen eine Gemeinsamkeit auf: sie sind allesamt alte Leute.

## Inhalt

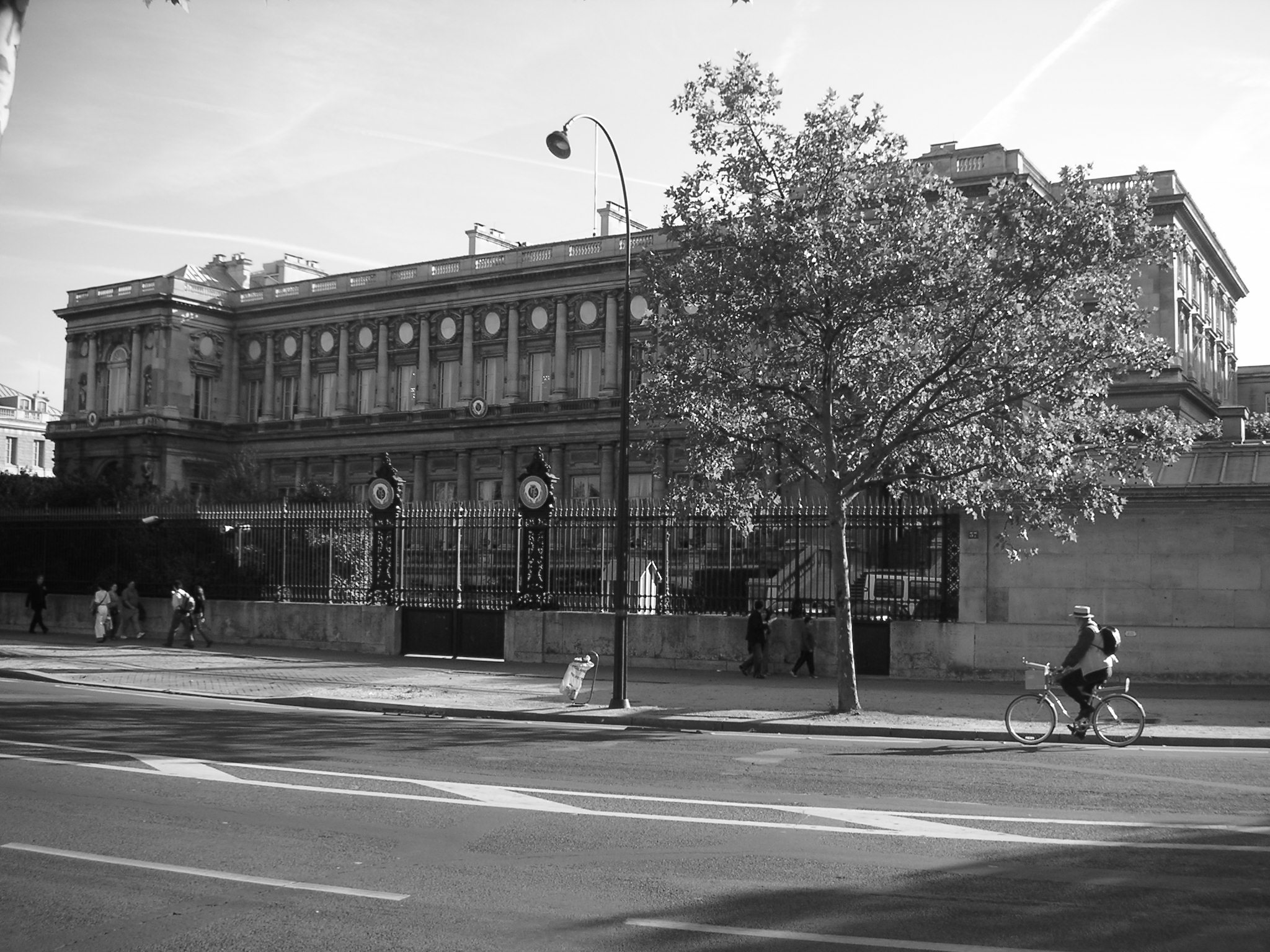
Französisches Außenministerium am Quai d’Orsay

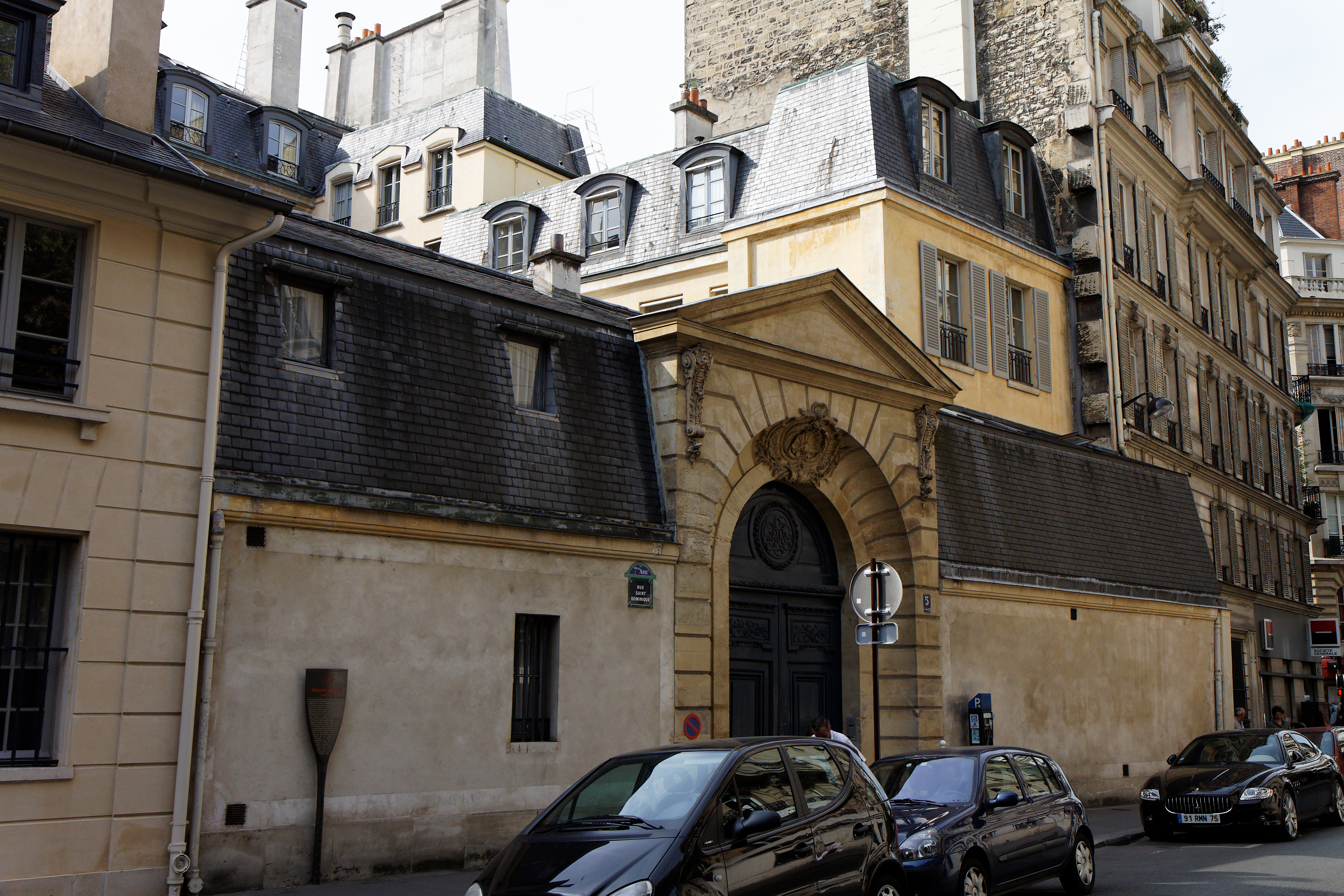
Rue Saint-Dominique im 7. Arrondissement

Es ist ein wunderschöner Mai in Paris, der in Kommissar Maigret unwillkürlich Erinnerungen an seine Kindheit aufsteigen lässt. Auch sein neuester Fall, der Mord am Grafen Armand de Saint-Hilaire, führt Maigret zurück in die Zeit, als der Sohn eines Gutsverwalters in Saint-Fiacre heimlich die gräflichen Schlossherren bewunderte. Unwillkommen ist dem Kommissar hingegen die Einmischung des französischen Außenministeriums in Person des jungen Cromières, der mit seiner Geschwätzigkeit und Arroganz Maigrets sämtliche Vorurteile gegen den Quai d’Orsay in sich vereint. Graf de Saint-Hilaire war langjähriger französischer Diplomat und Botschafter, ehe sich der 77-Jährige vor 10 Jahren zur Ruhe setzte, und so fürchtet das Außenministerium kompromittierende Enthüllungen und verlangt vom Kommissar strengste Vertraulichkeit.
Am Tatort, dem Arbeitszimmer des Grafen in der Rue Saint-Dominique, verwundert Kommissar Maigret, dass gleich vier Schüsse auf Saint-Hilaire abgegeben wurden, obwohl bereits der erste Kopfschuss tödlich war. Aufgefunden hat den Toten seine Haushälterin Jaquette Larrieu, 73 Jahre alt und bereits seit 42 Jahren in seinen Diensten. Bald schon entdeckt Maigret ein Geheimnis, das für niemanden im Umfeld des Grafen eines ist: Saint-Hilaire hatte sich als junger Mann in die rund fünf Jahre jüngere Isabelle, Tochter des Herzogs von S., verliebt. Diese konnte in die unstandesgemäße Ehe mit dem noch unvermögenden Saint-Hilaire nicht einwilligen und ehelichte stattdessen den Prinzen de V. Doch obwohl sich Saint-Hilaire und die Prinzessin de V. ihr Leben lang nur bei raren Gelegenheiten von Ferne sehen konnten, erkaltete ihre Liebe nie und sie schrieben sich bis zu seinem Tod täglich innige Briefe.
Als Maigret erfährt, dass der Prinz de V. nur Tage vor Saint-Hilaires Tod an einem Unfall starb, vermutet er einen Zusammenhang zwischen den Todesfällen. Immerhin machte der Tod des Prinzen die lebenslang ersehnte Hochzeit zwischen Isabelle und ihrem Armand möglich. Doch im Kreis der Familie de V. scheint man die Liebe der Prinzessin, die selbst von ihrem Ehemann geduldet wurde, stets mit Nachsicht betrachtet zu haben. Auch Saint-Hilaires einziger Verwandter und Haupterbe, sein Neffe Alain Mazeron, stand seinem Onkel zwar nicht sehr nahe, doch scheint sein Antiquariat genug einzubringen, dass er nicht in akuten Geldnöten steckte. Am Ehesten kann sich Maigret vorstellen, dass die Haushälterin, in jungen Jahren selbst Saint-Hilaires Geliebte, diesen aus Eifersucht wegen der bevorstehenden Hochzeit ermordete. Allerdings ist auch Jaquette seit Langem in die Liebe eingeweiht, schrieb manche der Liebesbriefe nach Diktat des Grafen und führte die Prinzessin hinter dem Rücken ihres Dienstherren durch dessen Wohnung.
Eingeschüchtert durch das Milieu der alten Menschen, ihre Ehrbegriffe und ihre Verschwiegenheit, ist Maigret mit seiner Untersuchung an einem toten Punkt angelangt, als er beinahe aus Verlegenheit einen Paraffintest an der Haushälterin anordnet. Der Nachweis, dass diese geschossen haben muss, überrascht ihn selbst am meisten. Doch auch beim Verhör am Quai des Orfèvres bleibt die Mordverdächtige verstockt, weist die obligatorischen Sandwiches zurück und verlangt, die Beichte beim altehrwürdigen Abbé Barraud abzulegen. Dieser enthüllt Maigret schließlich die Hintergründe. Nach dem Krebstod eines Freundes glaubte Graf de Saint-Hilaire, gemäß der Obduktionsergebnisse allerdings zu Unrecht, unheilbar an Krebs erkrankt zu sein. So war für ihn die Nachricht des Todes des Prinzen de V. keine Freudenbotschaft, denn er fürchtete die lebenslange Liebe zu Isabelle durch eine Ehe, die nur durch seine Krankheit und seinen raschen körperlichen Verfall geprägt sein würde, zu überschatten. Er zog die Konsequenz und erschoss sich mit dem eigenen Revolver. Als seine Haushälterin den Selbstmörder entdeckte, fürchtete sie um sein kirchliches Begräbnis. Sie entschloss sich, die Tat als Mord zu tarnen, indem sie mit abgewandtem Blick weitere Male auf den Toten schoss und anschließend die Waffe in die Seine warf. Als Maigret an diesem Abend zu seiner Frau zurückkehrt, muss er den Fall wie eine Erinnerung an eine ferne Vergangenheit, aber auch eine Vorschau in eine baldige Zukunft abschütteln.

## Hintergrund
Nachdem Simenon im Juni 1960 den Roman Maigret und die alten Leute geschrieben hatte, begann er direkt im Anschluss ein Tagebuch, das er später unter dem Titel Als ich alt war veröffentlichte und das von Juni 1960 bis Februar 1963 reicht. Für Murielle Wenger ist es kein Zufall, dass beide Werke bereits in ihren Titeln vom Thema des Alters bestimmt sind. In der Einleitung zu Als ich alt war beschrieb Simenon – im Rückblick aus dem Jahr 1969, in dem er das Gefühl überwunden hatte –: „1960, 1961 und 1962 fühlte ich mich aus persönlichen Gründen oder aus Gründen, die ich nicht kenne, alt und fing an, diese Hefte zu schreiben. Damals ging ich auf die sechzig zu.“
Der erste Tagebucheintrag von Als ich alt war beschreibt die Entstehung von Maigret und die alten Leute: Nachdem Simenon im Mai 1960 als Präsident der Jury der Internationalen Filmfestspiele von Cannes amtiert hatte, begann er die Arbeit an einem Roman „voller Sonne und Zärtlichkeit“, einem Non-Maigret-Roman mit Figuren in ihren Dreißigern. Die Arbeit stockte jedoch bereits auf der dritten Seite, Simenon wandte sich stattdessen einem Maigret-Roman zu, der sich in einem ganz anderen Szenario im Kreis alter Menschen bewegte, doch dieselbe Zärtlichkeit und dieselbe sonnige Atmosphäre ausstrahlte, wie er im Nachhinein realisierte. Auch der bewusst einfach gehaltene Roman Maigret und die alten Leute kam anfänglich nur mühsam voran. Simenon brach nach einigen Seiten in einen Weinkrampf aus und wollte den vermeintlich misslungenen Beginn vernichten. Er überwand seine Niedergeschlagenheit, setzte die Arbeit fort und hielt das Ergebnis rückblickend für seinen besten Maigret.
Simenons Biograf Stanley G. Eskin vermutet, dass es sich bei dem abgebrochenen Romanversuch um Le Train (verfilmt als Le Train – Nur ein Hauch von Glück) handelte, den Simenon wegen Problemen mit der Hauptfigur beiseitelegte und, ungewöhnlich für den Autor, der unterbrochene Arbeiten später nur selten wieder aufnahm, im Folgejahr beendete. Laut Fenton Bresler ist dem fertiggestellten Roman Maigret und die alten Leute nichts von den Anstrengungen und inneren Kämpfen während seiner Entstehung anzumerken. Ganz im Gegenteil werde er in einem Tonfall heiterer Gelassenheit eingeleitet.

## Interpretation
Der strahlende Frühlingstag, der den Roman Maigret und die alten Leute eröffnet, ist ein typisches Beispiel für den Einfluss des Wetters auf das Befinden von Simenons Protagonisten. Er versetzt Kommissar Maigret in eine Mischung aus Unbeschwertheit und Melancholie, jene ambivalente Stimmung, die anschließend den Roman durchzieht. Laut Murielle Wenger lauten die zentralen Themen: Sonne, Zärtlichkeit und Alter. Neben dem sonnigen Pariser Frühling und den zärtlichen Briefen zweier Liebender zeigt sich das Alter in den Motiven des körperlichen Verfalls, der in die Vergangenheit gerichteten Nostalgie und der Lebensbilanz. Der alternde Kommissar Maigret wird zu Beginn mit dem dreisten jungen Beamten des Außenministeriums kontrastiert, und der Roman ist durchzogen von Maigrets Erinnerungen an seine Kindheit in Saint-Fiacre, die erstmals in Maigret und die Affäre Saint-Fiacre gestaltet wurde. Während der Kleinbürger Maigret die Bourgeoisie üblicherweise verabscheut, zeigt er gegenüber der Aristokratie Respekt und Mitgefühl, obwohl er sich in ihrem Milieu zunächst fremd und verunsichert fühlt.
Auf das Jahr 1960, den Entstehungszeitpunkt des Romans, datiert Tilman Spreckelsen die Handlung. Dass dies den Zeitangaben früherer Maigret-Romane widerspricht, tut er als „Erbsenzählerei“ ab. Im Mittelpunkt steht vielmehr eine unverbrüchliche Liebe, die zwei Weltkriege und mehrere französische Republiken überdauert hat. Doch nicht nur das aristokratische Liebespaar, auch das Ehepaar Maigret erinnert Spreckelsen an La chanson des vieux amants (das Lied der alten Liebenden) von Jacques Brel. Während der Kommissar und seine Frau zu Beginn des Romans einen komplizenhaften Blick in Erinnerung an ihr erstes Rendezvous austauschen, umarmen sie sich am Ende so fest, als wollten sie sich nie wieder loslassen. Für Fenton Bresler drückt sich in solchen Szenen auch eine Sehnsucht des Autors Simenon nach häuslicher Harmonie aus, denn zum Zeitpunkt der Entstehung des Romans war seine zweite Ehe durch große Spannungen bestimmt.
Ein Leitmotiv des Romans ist die durch einen Artikel der medizinischen Fachzeitschrift The Lancet angeregte Frage, ob ein Psychiater, ein Lehrer, ein Schriftsteller oder ein Kriminalbeamter am Ehesten in der Lage seien, einen Menschen zu verstehen. Diese laut Josef Quack programmatische These über Maigrets Auffassung von Polizeiarbeit wird im Roman jedoch ironischerweise zugunsten des Priesters entschieden, denn nur der Abbé Barraud zeigt sich am Ende in der Lage, das moralische Dilemma der Haushälterin zu lösen und somit den Tod des Grafen aufzuklären. Dennoch ist gerade Maigret und die alten Leute ein Roman, der Maigrets Selbstverständnis in besonderem Maße zur Sprache bringt, etwa wenn der Kommissar räsoniert: „Er hielt sich nicht für einen Übermenschen und auch nicht für unfehlbar. Im Gegenteil, jede Untersuchung, auch wenn sie noch so einfach war, begann er stets mit einer gewissen Demut.“ Sein Menschenbild offenbart seine Humanität: „Wenn er auch keine große Hoffnung für die Menschheit an sich und ihre Zukunft hatte, so glaubte er doch weiter an den Menschen.“ Für Murielle Wenger sind diese Sätze auch auf Simenon übertragbar, den Autoren, der in seinem Werk beständig versucht habe, den Menschen aus sich heraus zu verstehen.

## Rezeption

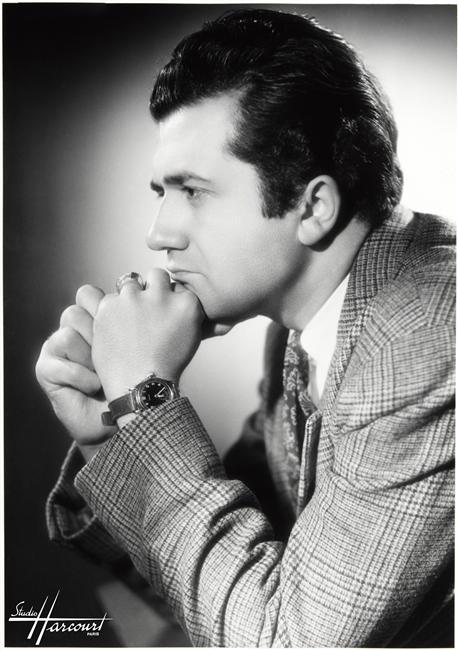
Jean Richard, 1949

Maigret und die alten Leute wird laut Murielle Wenger von vielen Kritikern unter die besten Romane der Maigret-Reihe eingereiht, ein Urteil, dem sie sich anschloss, da allein das Thema Respekt verdiene. Für Michel Lemoine geht der Roman nicht nur weit über die meisten Kriminalromane hinaus, sondern über die meisten Romane jedes Genres. Publishers Weekly bezeichnete den amerikanischen Sammelband A Maigret Trio, der neben Maigret und die alten Leute auch Maigret erlebt eine Niederlage sowie Maigret und der faule Dieb enthielt, als „drei superbe Detektivromane“. Für The Publisher’s Trade List Annual boten sie „schöne Beispiele für sowohl Maigrets Ermittlungsfähigkeiten als auch Simenons Meisterschaft in Handlung und Figuren.“
Newgate Callendar betonte in der New York Times die „scharfe, ökonomische, realistische“ Schreibweise, die ebenso typisch für Simenon sei wie seine „Fähigkeit, den Leser gefangenzunehmen und sein Interesse wachzuhalten“. Das Magazin Best Sellers gelangte zum Urteil: „Maigret bleibt eine der menschlichsten Schöpfungen unter den berühmten literarischen Detektiven.“ Die Romane steckten voller Raffinesse und psychologischer Einsicht, und Simenon gelinge es, seine Figuren aus dem Schatten treten zu lassen, und ihnen Leben einzuhauchen. The Pittsburgh Press verortete den Roman um eine „zarte bitter-süße Liebesgeschichte“ leicht unterhalb des Simenonschen Standards.
Die Romanvorlage wurde dreimal im Rahmen von Fernsehserien verfilmt: 1962 verkörperte Rupert Davies den Kommissar in der Folge Voices From The Past der britischen Serie Maigret. 1980 folgte Jean Richard in der Episode Maigret et l’ambassadeur der französischen Serie Les Enquêtes du commissaire Maigret und 2003 Bruno Cremer in der Folge Maigret et la princesse der ebenfalls französischen Serie Maigret. Dabei legten die Verfilmungen ein ganz unterschiedliches Gewicht in ihrer Handlung: Während etwa in Maigret et l’ambassadeur der Kommissar noch vor dem Tod Saint-Hilaires mit diesem zusammentrifft und über die Themen Leben, Alter und Tod philosophiert, richtet die Verfilmung mit Bruno Cremer ihr Augenmerk vor allem auf die Prinzessin und ihre langjährige Liebesbeziehung zum Toten.

## Ausgaben
- Georges Simenon: Maigret et les vieillards. Presses de la Cité, Paris 1960 (Erstausgabe).
- Georges Simenon: Maigret und die alten Leute. Übersetzung: Hansjürgen Wille, Barbara Klau. Kiepenheuer & Witsch, Köln 1961.
- Georges Simenon: Maigret und die alten Leute. Übersetzung: Hansjürgen Wille, Barbara Klau. Heyne, München 1966.
- Georges Simenon: Maigret und die alten Leute. Übersetzung: Annerose Melter. Diogenes, Zürich 1979, ISBN 3-257-21200-3.
- Georges Simenon: Maigret und die alten Leute. Sämtliche Maigret-Romane in 75 Bänden, Band 56. Übersetzung: Annerose Melter. Diogenes, Zürich 2009, ISBN 978-3-257-23856-3.